# Опалиха
Опалиха — річка в Україні, права притока Самари. Тече на півдні Харківської області.
Довжина річки 17 км, похил річки 0,47 м/км, площа басейну водозбору 226 км².
Найбільші села — Добровілля й Олександрівка.

## Притоки
- Сергієва (права), Крутий Яр (ліва).